# Салугіно
Салу́гіно (рос. Салугино, чув. Йĕрхкасси) — присілок у Чувашії Російської Федерації, у складі Ніколаєвського сільського поселення Ядринського району.
Населення — 124 особи (2010; 160 в 2002, 193 в 1979, 439 в 1939, 405 в 1926, 312 в 1906, 200 в 1858).

## Історія
Історичні назви — Яуші-Салугін, Салугін, Іріхкаси. Засновано 18 століття як виселок села Ніколаєвське. До 1866 року селяни мали статус державних, займались землеробством, тваринництвом. На початок 20 століття діяли вітряк та 3 водяних млини, 3 пасіки, працювали різні майстерні, 14 червня 1924 року створено сільськогосподарське товариство «Нагорний», 1933 року утворено колгосп «Червоний Жовтень». До 1927 року присілок входив до складу Шуматовської, Хочашевської та Атаєвської волостей Ядринського повіту, з переходом на райони 1927 року — спочатку у складі Красночетайського, у період 1939–1956 років — у складі Совєтського, після чого передано до складу Ядринського району.

## Господарство
У присілку працюють спортивний майданчик, бібліотека, магазин та клуб.